# Young Justice (fumetto)
Young Justice è un fumetto pubblicato dalla DC Comics e basato sulla serie animata omonima.
Pensata per espandere l'universo televisivo della serie televisiva, il primo numero è uscito 19 gennaio 2011 mentre il venticinquesimo e ultimo il 20 febbraio 2013. In Italia è stata pubblicata tra il 2013 e il 2015 da RW Edizioni.

## Storia editoriale
I fumetti sono stati realizzati da Greg Weisman e Kevin Hopps, che fanno parte della squadra degli sceneggiatori di Young Justice. Mike Norton ha disegnato i primi quattro numeri e la cover-art dei primi sei numeri. Christopher Jones ha realizzato i disegni dal numero 5 al 7. Art Baltazar e Franco Aureliani sostituirono Weisman e Hopps per i numeri 1-6, a causa degli impegni del duo con la serie televisiva. Insieme a Brandon Vietti, Weisman e Hopps hanno supervisionato i numeri per il mantenimento della continuità. Anche se è una serie a fumetti che possono leggere anche i bambini, è specificamente rivolta agli adolescenti.
La serie a fumetti si svolge in gran parte tra gli episodi della serie e spesso espande eventi solo menzionati nel cartone animato. Baltazar e Aureliani hanno confermato che gli è stato chiesto di introdurre il Joker nel fumetto per presentare il personaggio prima della sua eventuale apparizione nella serie.
A partire dal ventesimo numero, il fumetto è stato rinominato Young Justice: Invasion per far coincidere il titolo con quello della serie. È stata annullata nel novembre 2012, con il venticinquesimo e ultimo numero.
Dopo il ritorno della serie per una terza stagione nel novembre del 2016, Greg Weisman e Christopher Jones hanno fatto pressione alla DC Comics per riportare anche la serie a fumetti, spingendo i fan a dimostrare il loro sostegno acquistando i fumetti in digitale.
In Italia tutti e 25 i numeri sono stati pubblicati da RW Edizioni in quattro volumi: il primo è uscito il 19 aprile 2013, il terzo il 22 agosto 2014 e il quarto il 31 gennaio 2015.

## Numeri da collezione
| Titolo                                  | Numeri inclusi                 | Anno          | ISBN                |
| --------------------------------------- | ------------------------------ | ------------- | ------------------- |
| Young Justice (Vol. 1)                  | Young Justice #0-6             | gennaio 2012  | ISBN 978-1401233570 |
| Young Justice Vol. 2: Training Day      | Young Justice #7-13            | novembre 2012 | ISBN 978-1401237486 |
| Young Justice Vol. 3: Creature Features | Young Justice #14-19           | febbraio 2013 | ISBN 978-1401238544 |
| Young Justice Vol. 4: Invasion          | Young Justice: Invasion #20-25 | dicembre 2013 | ISBN 978-1401242886 |